# 七尾ゆきじ
七尾 ゆきじ（ななお ゆきじ）は、日本の漫画家。主に成人向け漫画雑誌に連載する。

## 画風
肉感的な絵柄が持ち味。

## 作品リスト
1. 『肉乳DAYS』[1] （2017年10月31日発売[2]、ワニマガジン社〈ワニマガジンコミックススペシャル〉、ISBN 978-4-86269-521-5）
  - 淫パイ （COMIC X-EROS #35）
  - となりの須野原さん （COMIC X-EROS #42）
  - みんなの須野原さん （描き下ろし）
  - 充希くんちはちょっとおかしい （COMIC X-EROS #46）
  - 夏のはじめて （COMIC X-EROS #44）
  - 許してくれる？ （COMIC X-EROS #21）
  - 人妻ですが押し負けました （COMIC X-EROS #57）
  - お姉ちゃんは断れない （COMIC X-EROS #51）
  - ビッチ流 単位はこう取れ！ （COMIC X-EROS #38）
  - ムリヤリ訪問販売 （COMIC X-EROS #25）
  - ヨイコト （COMIC快楽天 2014年5月号）
2. 『ママハン～年下に狩られる女たち～』 （2020年7月31日発売[3]、ワニマガジン社〈ワニマガジンコミックススペシャル〉、ISBN 978-4-86269-722-6）
  - ママハン〜大浦頼子編〜 （COMIC X-EROS #79 「ママハン」から改題）
  - ママハン～叶秋穂編～ （COMIC X-EROS #80）
  - ママハン～千堂光編～ （COMIC X-EROS #81）
  - ママハン～須藤真希編～ （COMIC X-EROS #82）
  - ママハン～ラスト・ハント～ （COMIC X-EROS #83）
  - ひと汗かきまショー♡ （COMIC X-EROS #67）
  - 百合子さんの妊活記録 （COMIC X-EROS #74）
  - コベツシドウ （COMIC X-EROS #62）
3. 『メス喰い～肉色獣のようにハメられて～』 （2022年3月30日発売[4]、ワニマガジン社〈ワニマガジンコミックススペシャル〉、ISBN 978-4-86269-722-6）
  - サポってパコって （COMIC X-EROS #72）
  - ハメパコトレーディング （COMIC X-EROS #85）
  - ダレモシラナイ （COMIC X-EROS #60）
  - 風紀委員のお仕事 （COMIC X-EROS #93）
  - 僕の理想の森川さん〜プロローグ〜 （COMIC X-EROS #90）
  - 僕の理想の森川さん （COMIC X-EROS #91）
  - アクマちゃれんじ （COMIC X-EROS #65）
  - ラン・ドーテー・ラン （COMIC X-EROS #76）
  - 奥様は肉色系 （COMIC X-EROS #95）